# Меніфі (округ, Кентуккі)
Шаблон:StateAbbr_ 37°57′ пн. ш. 83°36′ зх. д. / 37.95° пн. ш. 83.6° зх. д.
Округ  Меніфі (англ. Menifee County) — округ (графство) у штаті  Кентуккі, США. Ідентифікатор округу 21165.

## Історія
Округ утворений 1869 року.

## Демографія
За даними перепису 
2000 року 
загальне населення округу становило 6556 осіб, усе сільське.
Серед мешканців округу чоловіків було 3307, а жінок — 3249. В окрузі було 2537 домогосподарств, 1900 родин, які мешкали в 3710 будинках.
Середній розмір родини становив 2,88.
Віковий розподіл населення поданий у таблиці:
| Стать    | До 15 років | 15-21 | 22-29 | 30-39 | 40-49 | 50-65 | 65-85 | Понад 85 |
| -------- | ----------- | ----- | ----- | ----- | ----- | ----- | ----- | -------- |
| Чоловіки | 670         | 444   | 348   | 440   | 449   | 607   | 313   | 36       |
| Жінки    | 593         | 354   | 332   | 452   | 482   | 613   | 375   | 48       |

## Суміжні округи
- Бат — північ
- Роуен — північний схід
- Морган — схід
- Вулф — південь
- Повелл — південний захід
- Монтгомері — захід

## Виноски
1. ↑  U.S. Decennial Census. United States Census Bureau. Архів оригіналу за 19 липня 2018. Процитовано 17 серпня 2014.
2. ↑  Historical Census Browser. University of Virginia Library. Архів оригіналу за 1 вересня 2019. Процитовано 17 серпня 2014.
3. ↑  Population of Counties by Decennial Census: 1900 to 1990. United States Census Bureau. Архів оригіналу за 13 жовтня 2014. Процитовано 17 серпня 2014.
4. ↑  Census 2000 PHC-T-4. Ranking Tables for Counties: 1990 and 2000 (PDF). United States Census Bureau. Архів оригіналу (PDF) за 6 вересня 2019. Процитовано 17 серпня 2014.
5. ↑  State & County QuickFacts. United States Census Bureau. Архів оригіналу за 7 червня 2011. Процитовано 6 березня 2014.(англ.) Наведено за англійською вікіпедією.
6. ↑  American FactFinder. Бюро перепису населення США. Архів оригіналу за 26 лютого 2012. Процитовано 31 січня 2008.

| США | Це незавершена стаття з географії США. Ви можете допомогти проєкту, виправивши або дописавши її. |